# Idris Ibaev
Idris Hanpasaevic Ibaev (ros. Идрис Ханпашевич Ибаев ;ur. 12 listopada 1999) – niemiecki zapaśnik walczący w stylu klasycznym. Zajął dziesiąte miejsce na mistrzostwach świata w 2023.
Trzynasty na mistrzostwach Europy w 2024. Siódmy w indywidualnym Pucharze Świata w 2020.  
Wygrał MŚ U-23 w 2021. Trzeci na ME U-23 w 2021 i 2022. Mistrz Niemiec w 2022 i 2023 roku.